# Kalifa Traoré
Pour les articles homonymes, voir Traoré.
Kalifa Traoré, né le 16 février 1991 à Bamako, est un footballeur international malien qui évolue au poste de défenseur.

## Biographie
Kalifa Traoré intègre le Paris Saint-Germain en 2010 et y signe son premier contrat professionnel deux ans plus tard avant d'être prêté pour la saison 2012-2013 au CS Sedan Ardennes. De retour à Paris, il dispute alors sa première rencontre de Ligue des champions, le 10 décembre 2013, face au Benfica Lisbonne à la suite du forfait de Christophe Jallet. En dépit d'un penalty concédé et d'une défaite 2 à 1, Laurent Blanc trouve sa performance acceptable.
En juin 2014, en fin de contrat, il s'engage pour trois saisons avec Angers, alors en Ligue 2. Lors de la saison 2014-2015, il dispute 12 matchs toutes compétitions confondues, y recevant 6 avertissements entre la première et la dix-huitième journée de championnat, n'apparaissant plus par la suite. Non utilisé en Ligue 1 à la suite de la promotion du club, il est prêté aux Herbiers au mercato d'hiver jusqu'au terme de la saison 2015-2016.

## Statistiques
| Saison                | Club                     | Championnat           | Championnat | Championnat | Coupe nationale | Coupe nationale | Coupe de la Ligue | Coupe de la Ligue | Compétition(s) continentale(s) | Compétition(s) continentale(s) | Compétition(s) continentale(s) | Total | Total |
| Saison                | Club                     | Division              | M.          | B.          | M.              | B.              | M.                | B.                | Comp.                          | M.                             | B.                             | M.    | B.    |
| 2012-2013             | CS Sedan Ardennes (prêt) | 2                     | 16          | 0           | 4               | 0               | 1                 | 0                 | -                              | -                              | -                              | 21    | 0     |
| Sous-total            | Sous-total               | Sous-total            | 16          | 0           | 4               | 0               | 1                 | 0                 | -                              | -                              | -                              | 21    | 0     |
| 2013-2014             | Paris Saint-Germain      | 1                     | 0           | 0           | 0               | 0               | 0                 | 0                 | C1                             | 1                              | 0                              | 1     | 0     |
| Sous-total            | Sous-total               | Sous-total            | 0           | 0           | 0               | 0               | 0                 | 0                 | -                              | 1                              | 0                              | 1     | 0     |
| 2014-2015             | Angers SCO               | 2                     | 10          | 0           | 1               | 0               | 1                 | 0                 | -                              | -                              | -                              | 12    | 0     |
| Sous-total            | Sous-total               | Sous-total            | 10          | 0           | 1               | 0               | 1                 | 0                 | -                              | -                              | -                              | 12    | 0     |
| 2015-2016             | Les Herbiers VF (prêt)   | 3                     | 11          | 1           | 0               | 0               | -                 | -                 | -                              | -                              | -                              | 11    | 1     |
| 2016-2017             | Les Herbiers VF          | 3                     | 23          | 0           | 2               | 0               | -                 | -                 | -                              | -                              | -                              | 25    | 0     |
| 2017-2018             | Les Herbiers VF          | 3                     | 5           | 0           | 0               | 0               | -                 | -                 | -                              | -                              | -                              | 5     | 0     |
| 2018-2019             | Les Herbiers VF          | 4                     | 21          | 1           | 3               | 0               | -                 | -                 | -                              | -                              | -                              | 24    | 1     |
| 2019-2020             | Les Herbiers VF          | 4                     | 15          | 2           | 2               | 0               | -                 | -                 | -                              | -                              | -                              | 17    | 2     |
| 2020-2021             | Les Herbiers VF          | 4                     | 4           | 0           | 1               | 0               | -                 | -                 | -                              | -                              | -                              | 5     | 0     |
| 2021-2022             | Les Herbiers VF          | 4                     | 18          | 1           | 1               | 0               | -                 | -                 | -                              | -                              | -                              | 19    | 1     |
| 2022-2023             | Les Herbiers VF          | 4                     | 17          | 0           | 2               | 0               | -                 | -                 | -                              | -                              | -                              | 19    | 0     |
| 2023-2024             | Les Herbiers VF          | 4                     | 6           | 0           | 1               | 0               | -                 | -                 | -                              | -                              | -                              | 7     | 0     |
| Sous-total            | Sous-total               | Sous-total            | 120         | 5           | 12              | 0               | -                 | -                 | -                              | -                              | -                              | 132   | 5     |
| Total sur la carrière | Total sur la carrière    | Total sur la carrière | 146         | 5           | 17              | 0               | 2                 | 0                 | -                              | 1                              | 0                              | 166   | 5     |